# Venlafaxine

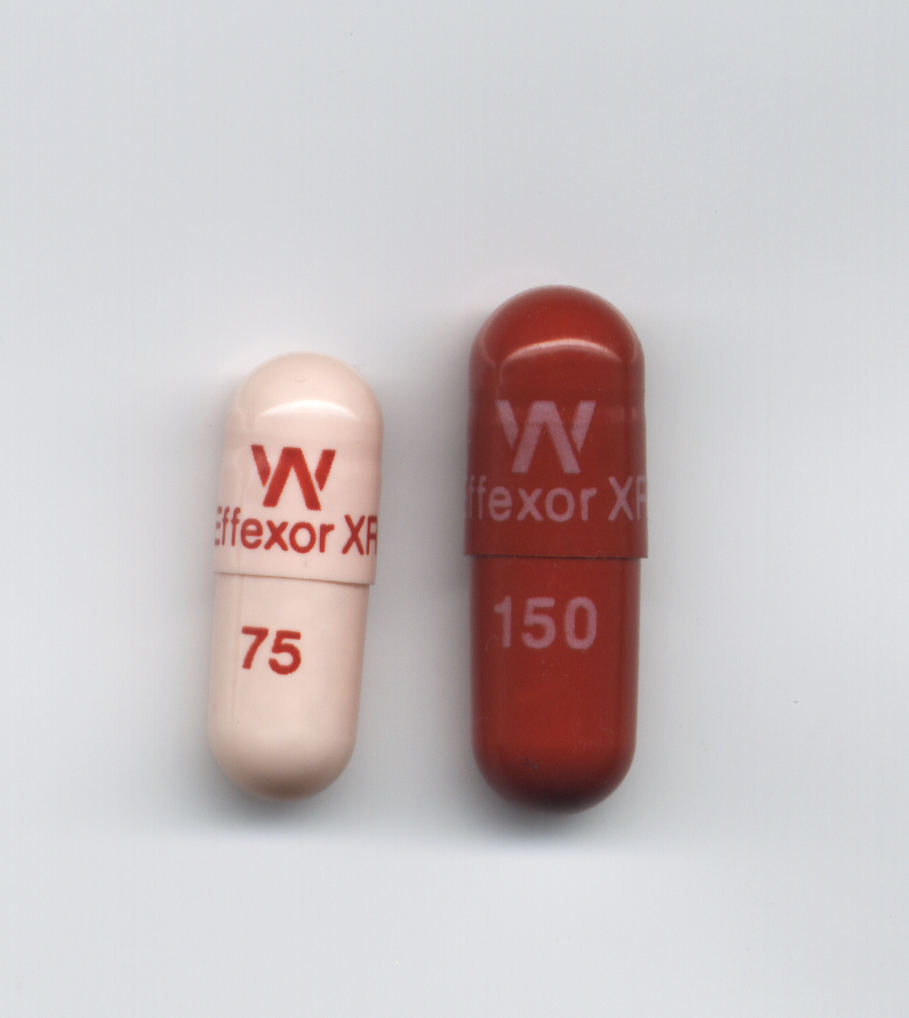
Capsules de venlafaxine, 75 mg.

La venlafaxine est un antidépresseur utilisé pour le traitement de la dépression et les troubles anxieux. C'est un inhibiteur de la recapture de la sérotonine et de la noradrénaline (IRSNa). À doses élevées, il inhibe également la recapture de la dopamine, mais dans une moindre mesure. Son nom commercial est Effexor (de l'entreprise Wyeth).
La venlafaxine est disponible dans les pharmacies en gélules ou comprimés de 37,5, 75, 150, et 225 mg uniquement sur ordonnance.

## Pharmacocinétique
Les personnes possédant l'allèle (T ; T) de rs2032583 SNP du gène ABCB1 ont 7 fois moins de chances de répondre au traitement à la venlafaxine. Cette variante génétique est présente chez deux tiers des personnes d'origine européenne et jusqu'à 90 % des Asiatiques.
Il est aussi important de souligner que les mauvais métaboliseurs de l'isoenzyme CYP2D6 ont un risque conséquent de surdose et ressentiront beaucoup plus les effets secondaires, même à faible dose.

## Indications
La venlafaxine est utilisée dans la dépression nerveuse sévère et le trouble panique avec ou sans agoraphobie. Elle est également utilisée, accompagnée d'un thymorégulateur, dans le traitement de certains troubles bipolaires.
Dans le cas où il existe des dysfonctions sexuelles (désir sexuel hypoactif, anorgasmie, trouble de l'excitation…) antérieures à l'apparition d'un état dépressif, une utilisation de la venlafaxine devra impérativement être évitée.

## Efficacité
Dans le trouble panique, la Haute Autorité de santé française estime dans son avis d'octobre 2008 que la venlafaxine « n’apporte pas d’amélioration du service médical rendu par rapport aux autres médicaments disponibles dans cette indication ». Les études ne prouvent pas d'efficacité de la molécule avant 12 semaines de traitement en comparaison avec un placebo. Elles montrent aussi que les rechutes des troubles paniques semblaient moins nombreuses après six mois de traitement chez les patients répondeurs à la venlafaxine.

## Posologie
Il est important de suivre les recommandations du médecin et de respecter la posologie inscrite sur l'étiquette. Il s'agit d'une forme de stimulant, mais la venlafaxine est aussi très anxiolytique, il est donc possible de la prendre le matin ou le soir, et ce avec de la nourriture pour éviter les sensations de brûlure d'estomac qu'elle peut provoquer, surtout en début de traitement.
Pour amoindrir les effets secondaires, un dosage progressif pendant les 10 premiers jours est recommandé. Lors de la fin de l'utilisation, le processus inverse est fait sur quelques semaines (sevrage). La consommation d'alcool est déconseillée pendant l'utilisation de ce produit.
La venlafaxine et son métabolite actif, l'ODV (O-desméthylvenlafaxine) atteignent leurs pics de concentrations plasmatiques entre 6,0 ± 1,5 et 8,8 ± 2,2 heures, respectivement, après la prise du médicament. Les effets recherchés du médicament seront à leurs maxima à ces heures. Les effets stimulants indésirables (par exemple, troubles du sommeil et insomnies) peuvent être modulés par une prise du médicament adaptée au cycle jour-nuit.

## Effets secondaires
Les effets secondaires peuvent varier d'une personne à l'autre,.

### Très fréquents
Affectent plus d'une personne sur dix traitées
- Vertiges et maux de tête
- Nausées, bouche sèche
- Hypersudation (notamment nocturne)

### Fréquents
Jusqu’à une personne sur dix
- Perte d’appétit
- Confusion, sensation d’être séparé (ou détaché) de soi-même, absence d’orgasme, baisse de la libido, nervosité, insomnie, rêves anormaux
- Somnolence, tremblements, sensation de picotements, augmentation du tonus musculaire
- Troubles visuels (vision floue, pupilles dilatées, difficultés d’accommodation)
- Bourdonnement d’oreilles (acouphènes)
- Sensation de battements cardiaques rapides (palpitations)
- Élévation de la pression artérielle, bouffées de chaleur
- Bâillements
- Troubles digestifs (vomissements, constipation, diarrhée)
- Besoin plus fréquent d’uriner, difficultés à uriner
- Irrégularités menstruelles telles qu’une augmentation des saignements ou saignements irréguliers (chez la femme), éjaculations/orgasmes anormaux (hommes), trouble érectile (impuissance)
- Faiblesse (asthénie), fatigue, frissons
- Augmentation du cholestérol

### Peu fréquents
Une personne sur cent
- Hallucinations, sensation d’être séparé (ou détaché) de la réalité, agitation, orgasmes anormaux (femmes), absence de sentiment ou d’émotion, sensation de surexcitation, grincement des dents
- Sensation d’agitation ou incapacité à rester assis ou debout tranquillement, évanouissement, mouvements involontaires des muscles, troubles de la coordination et de l’équilibre, sensation d’altération du goût
- Battements cardiaques rapides, sensations d’étourdissement (particulièrement lors des passages rapides à la station debout)
- Essoufflements
- Vomissements de sang, selles goudronneuses (fèces) ou sang dans les selles – qui peuvent être un signe de saignement interne
- Gonflement général de la peau, démangeaisons (urticaire), sensibilité à la lumière du soleil, bleus, éruptions cutanées, perte anormale des cheveux
- Incapacité à uriner
- Gain ou perte de poids

### Rare
Une personne sur mille
- Convulsions ou crises convulsives
- Incapacité à contrôler les mictions (incontinence urinaire)
- Suractivité, accélération de la pensée (tachypsychie) et perte du sommeil (manie)
- Pensées meurtrière, suicidaire.

## Interactions médicamenteuses[10]
Associer la venlafaxine avec d'autres substances agissant sur la sérotonine (IMAO, Tramadol, MDMA…) peut induire un syndrome sérotoninergique.